# Платт, Бен
Бе́нджамин Шифф Платт (англ. Benjamin Schiff Platt; род. 24 сентября 1993) — американский актёр и певец. Наиболее известен по главной роли в бродвейском мюзикле «Дорогой Эван Хэнсен». За свою роль 23-летний Бен получил несколько премий, включая высшую американскую театральную награду «Тони» в категории «Лучший актёр в мюзикле», став таким образом самым юным лауреатом в этой номинации. Кроме того, Платт также был удостоен музыкальной награды «Грэмми» в категории «Лучший альбом музыкального театра» и Дневной премии «Эмми» в категории «Лучшее музыкальное выступление в дневной программе», что сделало его одним из немногих людей, получивших три основные награды из четырёх. Среди других его работ числятся роли старейшины Арнольда Каннингэма в мюзикле «Книга Мормона» и Бенджи Эплбауна в фильмах «Идеальный голос» (2012) и «Идеальный голос 2» (2015).
Начиная с 2019 года, Платт исполняет ведущую роль в музыкальном сериале «Политик», принёсшую ему номинацию на премию «Золотой глобус» в категории «Лучший актёр в телевизионном сериале — мюзикл или комедия».
В 2017 году был включён в список ста самых влиятельных людей мира по версии журнала Time.

## Ранние годы и образование
Платт родился в Лос-Анджелесе, штат Калифорния, в семье Джули Платт (урождённой Берен) и продюсера Марка Платта. Он является четвёртым из пяти детей в семье. Платт — еврей.
Он учился в школе искусств Эддерли (англ. Adderley School for Performing Arts), где принимал участие в театральных постановках, включая мюзиклы «Пока, пташка» и «В лес». Платт посещал школу Гарвард — Уэстлейк (англ. Harvard-Westlake School), которую окончил в 2011 году. Он поступил в Колумбийский университет в Нью-Йорке, но бросил учёбу спустя шесть недель, после подписания контракта на участие в мюзикле «Книга Мормона». Он также был участником университетской а капелла группы под названием «Nonsequitur».

## Карьера

### Актёрская карьера
В 2002 году, в возрасте девяти лет, Платт исполнил роль Уинтропа Пару в постановке «Музыкант» в Голливуд-боуле. В возрасте 11 лет он появился в туре мюзикла «Кэролайн, или перемены», написанного Джанин Тесори и Тони Кушнером. В возрасте 17 лет он исполнил роль Жана Вальжана в постановке «Отверженных» молодёжного театра. Среди других его ролей — Клод Буковски в постановке «Волос» театра Колумбийского университета. Он также принял участие в постановке «Алиса в Стране чудес» Дункана Шейка и Стивена Сэйтера.
В 2012 году Платт был взят на роль старшины Арнольда Каннингэма в чикагской постановке «Книги Мормона». Премьера шоу состоялась 19 декабря 2012 года в театре «Bank of America», после нескольких превью-выступлений. Постановка была хорошо оценена критиками и завершилась 6 октября 2013 года. Платт был в особенности отмечен критиками за исполнение своей роли. Позже Платт вернулся к своей роли на Бродвее, с выступлениями в театре Юджина О’Нила, продолжавшимися с 7 января 2014 по 6 января 2015 года.
Платт сыграл роль второго плана, Бенджи Эплбауна, в фильме «Идеальный голос», за которую был номинирован на премию «Выбор подростков» как «Choice Movie: Лучшая эпизодическая роль». Он также вернулся к своей роли в сиквеле фильма, «Идеальный голос 2», и появился в таких фильмах, как «Рики и Флэш» и «Долгая прогулка Билли Линна в перерыве футбольного матча».

### «Дорогой Эван Хансен»и всемирное признание
В 2016 году Платт исполнил главную роль в мюзикле «Дорогой Эван Хэнсен». За свою работу Бен получил высокую похвалу от критиков, которые называли его исполнение «историческим» и «одним из лучших мужских перфомансов в истории». За свою роль актёр был удостоен многочисленных наград, в том числе, премии «Тони» в категории «Лучший актёр в мюзикле» в 2017 году. Его последнее выступление в «Дорогом Эване Хэнсене» состоялось 19 ноября 2017 года.

### Музыкальная карьера и телевизионный дебют
7 сентября 2017 года было объявлено, что Платт подписал контракт со звукозаписывающим лейблом «Atlantic Records». Он выпустил свой дебютный альбом, «Sing to Me Instead», 29 марта 2019 года.
Платт появился в качестве приглашённой звезды в девятом сезоне сериала «Уилл и Грейс», где исполнил роль Блейка — любовный интерес одного из главных героев шоу, Уилла Трумана.
Начиная с 2019 года, Платт исполняет ведущую роль в комедийно-драматическом сериале «Политик», за которую был номинирован на премию «Золотой глобус» в категории «Лучшая мужская роль в телевизионном сериале — комедия или мюзикл».

## Личная жизнь
Платт — гей. Он рассказал об этом своей семье, когда ему было тринадцать лет, и публично выступил в 2019 году перед выпуском его песни «Ease My Mind». 12 января 2020 года Платт начал отношения с Ноем Галвином (который заменил его в главной роли в «Дорогом Эване Хансене»). 15 ноября 2020 года он сообщил, что ещё в марте того же года дал положительный результат на COVID-19 и в конечном итоге полностью выздоровел.

## Актёрские работы

### Кино
| Год  | Русское название                                         | Оригинальное название           | Роль            | Примечания                                             |
| ---- | -------------------------------------------------------- | ------------------------------- | --------------- | ------------------------------------------------------ |
| 2012 | Идеальный голос                                          | Pitch Perfect                   | Бенджи Эплбаун  |                                                        |
| 2015 | Идеальный голос 2                                        | Pitch Perfect 2                 | Бенджи Эплбаун  |                                                        |
| 2015 | Рики и Флэш                                              | Ricki and the Flash             | Дэниел          |                                                        |
| 2016 | Долгая прогулка Билли Линна в перерыве футбольного матча | Billy Lynn’s Long Halftime Walk | Джош            |                                                        |
| 2017 | Женский мозг                                             | The Female Brain                | Джоэл           |                                                        |
| 2019 |                                                          | Run This Town                   | Брэм Шрайвер    |                                                        |
| 2019 | Родители лёгкого поведения                               | Drunk Parents                   | Джейсон Джонсон |                                                        |
| 2020 |                                                          | Broken Diamonds                 | Скотт           |                                                        |
| 2021 | Дорогой Эван Хансен                                      | Dear Evan Hansen                | Эван Хансен     |                                                        |
| TBA  | Мы едем, едем, едем                                      | Merrily We Roll Along           | Чарли Крингас   | Предположительно фильм будут снимать в течение 20 лет. |

### Телевидение
| Год         | Русское название | Оригинальное название | Роль          | Примечания                                             |
| ----------- | ---------------- | --------------------- | ------------- | ------------------------------------------------------ |
| 2017        | Уилл и Грейс     | Will & Grace          | Блейк         | Эпизод: «Who’s Your Daddy»                             |
| 2019 — 2020 | Политик          | The Politician        | Пейтон Хобарт | Главная роль, 8 эпизодов Также исполнительный продюсер |

### Театр
| Год       | Русское название       | Оригинальное название | Роль              | Площадка                | Примечания                        |
| --------- | ---------------------- | --------------------- | ----------------- | ----------------------- | --------------------------------- |
| 2002      | Музыкант               | The Music Man         | Уинтроп Пару      | Голливуд-боул           | Лос-Анджелес                      |
| 2004      | Кэролайн, или перемены | Caroline, or Change   | Ноа Геллман       | Театр Амансон           | Национальный тур                  |
| 2005      | Тупик                  | Dead End              | Филлип            | Театр Амансон           | Региональные выступления          |
| 2012      |                        | The Power of Duff     | Рики              | Театр «Powerhouse»      | Региональные выступления          |
| 2012      | Чёрные костюмы         | The Black Suits       | Кевин Спрэг       | Center Theatre Group    | Региональные выступления          |
| 2012—2013 | Книга Мормона          | The Book of Mormon    | Арнольд Каннингэм | Театр «Bank of America» | Чикаго                            |
| 2014—2015 | Книга Мормона          | The Book of Mormon    | Арнольд Каннингэм | Театр Юджина О’Нила     | Бродвей                           |
| 2015      | Дорогой Эван Хэнсен    | Dear Evan Hansen      | Эван Хэнсен       | Арена Стейдж            | Вашингтон / Мировая премьера      |
| 2016      | Таинственный сад       | The Secret Garden     | Дикон             | Дэвид-Геффен-холл       | Нью-Йорк (25-й юбилейный концерт) |
| 2016      | Дорогой Эван Хэнсен    | Dear Evan Hansen      | Эван Хэнсен       | Театр «Second Stage»    | Офф-Бродвей                       |
| 2016—2017 | Дорогой Эван Хэнсен    | Dear Evan Hansen      | Эван Хэнсен       | Театр «Music Box»       | Бродвей                           |

## Дискография

### Студийные альбомы
- Sing to Me Instead (2019)

### Альбомы-саундтреки
- Dear Evan Hansen (Original Broadway Cast Recording) [2017]
- The Politician (Music from the Netflix Original Series) [2019]

## Награды и номинации

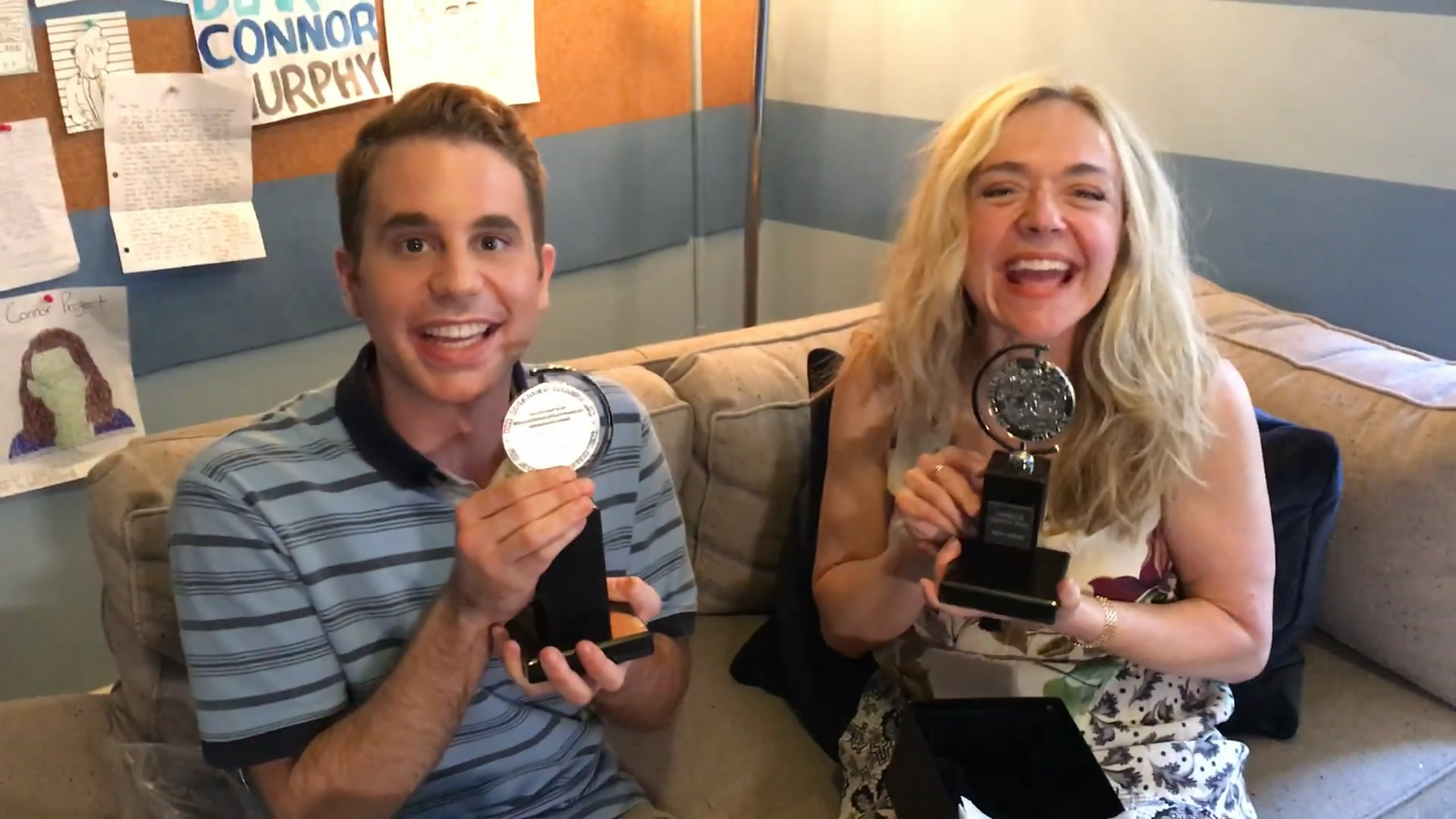
Платт и его коллега по мюзиклу «Дорогой Эван Хэнсен», Рэйчел Бэй Джонс, с их наградами «Тони».

Платт был номинирован на премию Внешнего общества критиков, а также выиграл премию «Obie» в 2016 году. Он выиграл премию имени Люсиль Лортел в категории «Лучший актёр в мюзикле» за исполнение роли на и вне Бродвея.
19 мая 2017 года, на 83-й ежегодной премии Лиги Драмы, Платт выиграл награду в категории «Выдающееся исполнение». Награда, отмечающая заслуги на нью-йоркской театральной сцене, может быть получена актёром за всю карьеру лишь один раз. Выиграв премию в возрасте 23 лет за свою работу в мюзикле «Дорогой Эван Хэнсен», Платт стал самым молодым победителем в истории премии. 11 июня 2017 года, на 71-й церемонии вручения наград премии «Тони», Платт одержал победу в номинации «Лучшая мужская роль в мюзикле».
| Год  | Ассоциация                        | Категория                                                        | Работа              | Результат |
| ---- | --------------------------------- | ---------------------------------------------------------------- | ------------------- | --------- |
| 2013 | «Teen Choice»                     | Choice Movie: Лучшая эпизодическая роль                          | Идеальный голос     | Номинация |
| 2016 | Премия Лиги Драмы                 | Выдающееся исполнение                                            | Дорогой Эван Хэнсен | Номинация |
| 2016 | Премия Внешнего общества критиков | Лучшая мужская роль в мюзикле                                    | Дорогой Эван Хэнсен | Номинация |
| 2016 | Obie                              | Выдающееся исполнение мужской роли                               | Дорогой Эван Хэнсен | Победа    |
| 2017 | «Тони»                            | Лучшая мужская роль в мюзикле                                    | Дорогой Эван Хэнсен | Победа    |
| 2017 | Премия Лиги Драмы                 | Выдающееся исполнение                                            | Дорогой Эван Хэнсен | Победа    |
| 2017 | Премия Люсиль Лортел              | Лучшая мужская роль в мюзикле                                    | Дорогой Эван Хэнсен | Победа    |
| 2018 | «Грэмми»                          | Лучший альбом на основе театрального мюзикла                     | Дорогой Эван Хэнсен | Победа    |
| 2018 | Дневная премия «Эмми»             | Лучшее музыкальное выступление в дневной программе               | Дорогой Эван Хэнсен | Победа    |
| 2020 | «Золотой глобус»                  | Лучшая мужская роль в телевизионном сериале — комедия или мюзикл | Политик             | Номинация |
| 2022 | «Золотая малина»                  | Худший актёр                                                     | Дорогой Эван Хансен | Номинация |